# Naviraí (kommun)
Naviraí är en kommun i Brasilien.   Den ligger i delstaten Mato Grosso do Sul, i den södra delen av landet, 1 000 km sydväst om huvudstaden Brasília. Antalet invånare är 46 355.
Följande samhällen finns i Naviraí:
- Naviraí
- Pôrto Barra do Ivinheima

Omgivningarna runt Naviraí är huvudsakligen savann. Runt Naviraí är det glesbefolkat, med 12 invånare per kvadratkilometer.